# 1 a.C.
O ano 1 a.C. foi um ano bissexto. Iniciou numa quinta-feira do calendário juliano. Foi precedido pelo ano 2 a.C. e seguido pelo ano 1 d.C., ou ano 1 da era comum, uma vez que não existiu ano zero. De acordo com o calendário holoceno, este é o ano 10.000.

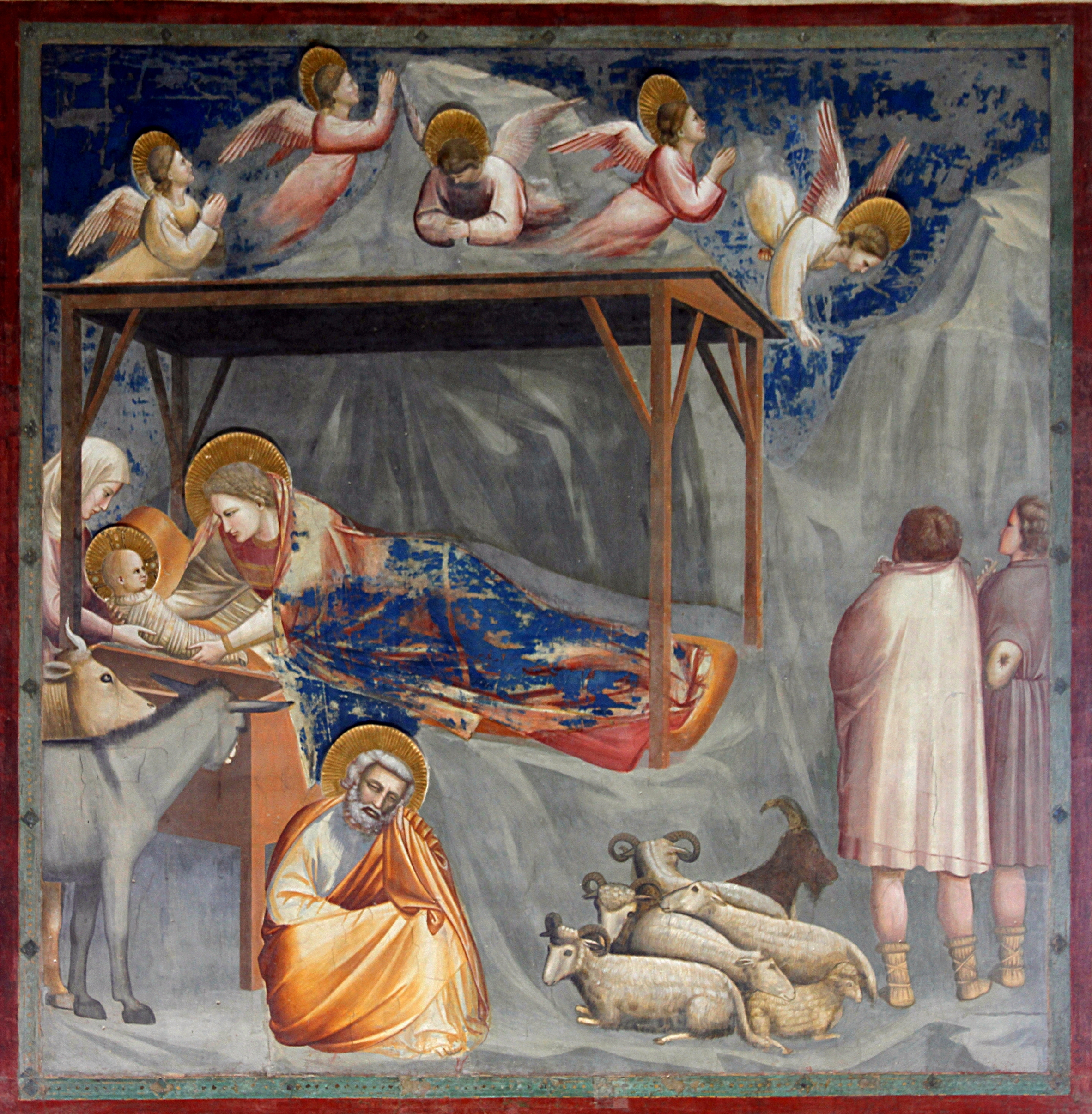
Nascimento de Jesus, por Giotto.

| Ano completo                           |
| -------------------------------------- |
| Ano bissexto com início à quinta-feira |

## Eventos

### Por localidade

#### México
- Teotihuacan torna-se a maior cidade do México com cerca de 40 000 habitantes.

#### Roma
- Cosso Cornélio Lêntulo e Lúcio Calpúrnio Pisão, cônsules romanos.[1]
- Imperador Augusto envia seu enteado Caio César ao leste como um comandante do exército e sela um tratado de paz com Fraates V, em uma ilha, no rio Eufrates.
- Ovídio escreve Ars Amatoria.
- Augusto nega a autorização a Tibério Cláudio Nero César para este voltar a Roma do seu exílio em Rodes.

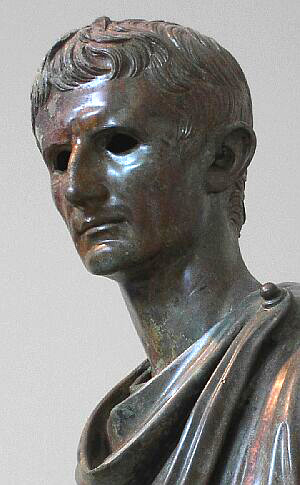
Estátua em bronze de Augusto; Museu Arqueológico, Atenas

#### China
- Imperador Ai de Han morre e é sucedido por seu primo Ping de Han (1 a.C. - 6 d.C.), um menino de nove anos de idade. Wang Mang é nomeado regente pela Grande Imperatriz Dowager Wang.
- A doutrina budista chega à China.

### Por assunto

#### Religião
- Nascimento virginal de Jesus, conforme atribuído por Dionísio Exíguo em sua era de Anno Domini, de acordo com a maioria dos estudiosos a cerca dos trabalhos de Dionísio (Dionísio utilizou a palavra "encarnação", mas não se sabe se ele quis atribuir o conceito de concepção ou nascimento).[2][3] Entretanto, pelo menos um estudioso pensa que Dionísio estabeleceu a encarnação de Jesus no ano seguinte, 1 d.C..[2][3] A maioria dos estudiosos modernos não consideram fiáveis os cálculos de Dionísio, estabelecendo o evento muitos anos antes, em 4 a.C.[4]
- Ano em que a tradição cristã (católica) situa a anunciação de Maria.
- Ao ano 1 a.C. segue-se o ano 1, pois não houve ano zero.

## Arte e literatura
- Ovídio escreve Remedia Amoris como contraponto à publicação A Arte de Amar.

## Ciência e tecnologia
- É introduzido o cultivo do arroz no Japão onde chega vindo da China.

## Nascimentos
- Pedro, o Apóstolo, primeiro papa da Igreja Católica, e o detentor do recorde de maior pontificado. (m. 67)
- Ptolomeu da Mauritânia (m. 40 DC)

## Mortes
- Dong Xian, um oficial e político da Dinastia Han, à época do imperador Ai de Han (n. 23 a.C..
- Imperador Ai, da Dinastia Han (n. 27 a.C.).
- Imperatriz Fu
- Imperatriz Zhao Feiyan (n. 32 a.C.).